# Ron Riley (Basketballspieler, 1973)
Ron Riley (* 27. Dezember 1973) ist ein ehemaliger US-amerikanischer Basketballspieler.

## Werdegang
Als Basketballspieler an der Arizona State University stellte Riley mit 1834 Punkte eine neue Bestmarke für die Hochschulmannschaft auf, die später überboten wurde. 1996 sicherten sich die Seattle SuperSonics beim NBA-Draftverfahren an 47. Stelle die Rechte an dem 1,95 Meter großen Flügelspieler, der aber nie in der NBA zum Einsatz kam.
In den Spieljahren 1996/97 sowie 1997/98 bestritt er in der US-Liga CBA insgesamt 43 Spiele für die Mannschaft Rockford Lightning. Riley spielte ab Juni 1999 für die Gallitos de Isabela in Puerto Rico.
Im Januar 2000 wurde er vom österreichischen Bundesligisten Arkadia Traiskirchen verpflichtet und drückte dem Spitzenbasketball in dem Land seinen Stempel auf. Riley gewann mit Traiskirchen den österreichischen Pokalbewerb und wurde hernach als bester Spieler des Endturniers ausgezeichnet. Er sicherte sich mit der Mannschaft ebenfalls im Jahr 2000 den österreichischen Meistertitel. 2001 gelang Riley mit Traiskirchen erneut der Sieg im Pokalbewerb.
In der US-Liga CBA kam er ab Dezember 2001 auf acht weitere Einsätze für Rockford Lightning, im Januar 2002 wechselte Riley zu den Alaska Aces auf die Philippinen.
In der NBA-D-League verstärkte er ab Frühjahr 2003 in 21 Spielen die Mannschaft Huntsville Flight, im Dezember 2003 nahm er ein Angebot des syrischen Vereins Al Wehda an und gewann mit der Mannschaft die asiatische Vereinsmeisterschaft.
Riley holte an der Arizona State University seinen Hochschulabschluss im Fach Psychologie nach. Er war von 2007 bis 2009 Assistenztrainer an der University of Great Falls (später in University of Providence umbenannt) im US-Bundesstaat Montana. In Chandler im US-Bundesstaat Arizona wurde er als Betreiber einer Trainingseinrichtung für Basketballspieler tätig. 2016 trat er eine Lehrerstelle an der Durango High School nahe Las Vegas an, 2023 übernahm Riley an der Schule auch das Amt des Basketballtrainers.